# Antoniano
L'Antoniano di Bologna è un'istituzione della Provincia Minoritica di Cristo Re dei Frati Minori dell'Emilia Romagna, che si occupa di solidarietà, intrattenimento e comunicazione sociale.

## Storia
L'Antoniano fu fondato nel 1953 dai frati minori del convento di Sant'Antonio a Bologna padre Gabriele Adani (1927-1993), padre Ernesto Caroli (1917-2009), padre Benedetto Dalmastri (1926-2009) e padre Berardo Rossi (1922-2013), soprannominati "i quattro moschettieri".
Le iniziative originarie dell'istituto erano la mensa per i poveri, l'Accademia d'Arte Drammatica e il cinema-teatro. Dagli anni sessanta sono state affiancate da attività relative alla produzione televisiva e discografica. Tra queste, la più conosciuta è lo Zecchino d'Oro.

## Solidarietà

Logo dell'Antoniano fino al 2012

Il 20 settembre 2006 l'Antoniano è stato riconosciuto come ONLUS per le sue attività di beneficenza e di assistenza sociale e sanitaria. L'operato di Antoniano ONLUS consiste principalmente nelle seguenti iniziative:
- La mensa e il centro d'ascolto - rivolti a persone con disagio sociale o economico
- Centri di accoglienza per i senza fissa dimora
- Il Cuore dello Zecchino - attività per il sostegno a iniziative di solidarietà internazionali
- Antoniano Insieme - centro riabilitativo per bambini disabili
- Teatro in corsia - spettacoli teatrali per i piccoli pazienti dei reparti pediatrici degli ospedali

## Formazione

Logo del Piccolo Coro dell'Antoniano

L'Antoniano attua diverse opere relative alla formazione, la più nota delle quali è il Piccolo Coro "Mariele Ventre" dell'Antoniano, un coro composto da bambini dai tre agli undici anni. Nato originariamente, nel 1963 per accompagnare i piccoli cantanti dello Zecchino d'Oro, conduce oggi anche un'intensa attività concertistica ed è fra gli ambasciatori dell'Unicef.
Un altro coro dell'Antoniano, le Verdi Note, è costituito dagli ex componenti del Piccolo Coro che abbiano superato l'età limite e che desiderino continuare la loro esperienza canora.
Dal 1959 l'Antoniano gestisce una scuola di danza classica, oggi molto affermata.
L'Accademia Antoniana, nata come scuola di teatro, offre corsi di recitazione ma anche di linguaggio cinematografico e radiofonico e di altre discipline legate al mondo dello spettacolo.

## Attività culturali
Le attività culturali dell'Antoniano nascono come strumento di sostegno alle opere di carità dei frati minori.
Il cinema dell'Antoniano cura ogni anno la rassegna Schermi e Lavagne, durante la quale vengono proiettati film per bambini ragazzi.
L'accademia teatrale dell'Antoniano è ancora oggi attiva, e le si affianca l'iniziativa "Teatro Ragazzi", durante la quale vengono rappresentati adattamenti teatrali di fiabe per bambini. Gli spettacoli teatrali per bambini e ragazzi dell'Antoniano vengono trasmessi nei reparti pediatrici di molti ospedali, nell'ambito dell'iniziativa "Teatro in corsia".
Nel 1957 è nato il "Centro cattolico per la diffusione della Parola di Dio", poi chiamato Società del Vangelo, che ha lo scopo di diffondere la Bibbia nei luoghi pubblici, per esempio tramite una copia del Vangelo nelle stanze d'albergo.
Dal 1954 al 1972 l'Antoniano ha curato le Biennali d'Arte Sacra Contemporanea, che furono di grande impulso alla produzione artistica a soggetto religioso.

## Centro di produzione
Il centro di produzione Antoniano Production cura diverse trasmissioni televisive e produzioni discografiche.
Il prodotto televisivo di maggior rilievo è lo Zecchino d'Oro, che viene prodotto dall'Antoniano sin dalla sua terza edizione. Negli anni ottanta iniziò ad andare in onda settimanalmente anche "Il Sabato dello Zecchino d'oro", su testi di Marco Di Tillo e Guerrino Gentilini. In una delle prime edizioni divenne molto famoso tra i ragazzi il personaggio di "Cartella", interpretato da un giovanissimo Piero Chiambretti. Nel corso degli anni si sono affiancate diverse trasmissioni "satellite", a cominciare dagli speciali trasmessi dalla Rai in occasione della festa della mamma, della Pasqua e del Natale, ma anche trasmissioni indipendenti, fra cui Terraluna (2002-2006, Sat 2000), Parolà (2005-2006, Sat 2000), La Banda dello Zecchino (1990-2001 Rai 1). Nel 2010 è andato in onda lo Zecchino show, sul canale satellitare DeA Kids.
Altre trasmissioni non sono invece legate allo Zecchino d'Oro, come Music Gate (Rai Gulp) e 6 in cammino (Boing).
Alla produzione televisiva si affianca una produzione di home entertainment, che comprende I cartoni dello Zecchino d'Oro, documentari didattici e altri prodotti home video.
Dal punto di vista discografico l'Antoniano si colloca tra i principali produttori al mondo di musica per bambini. Possiede infatti un repertorio di oltre 1000 brani, che comprendono tutte le canzoni dello Zecchino d'Oro (di cui l'Antoniano si riserva i diritti di riproduzione) e l'intero repertorio del Piccolo Coro, con numerose raccolte di questi pezzi, oltre ad incisioni di musica sacra, canzoni tradizionali, cd didattici e musicoterapia.
L'Antoniano production gestisce una stazione radio, Radio Tau e una web radio dedicata allo Zecchino d'Oro, Radio Zecchino Web.

## Studio televisivo
I programmi realizzati nel centro di produzione sono:
- TV1: Zecchino d'Oro, L'attesa, Lo Zecchino di Natale, La festa della mamma (fino al 2017), La festa del papà (fino al 2017), Happy Dance

Nel 2024, lo studio è stato smontato nell'ambito di una riorganizzazione dei locali dell'Antoniano. I programmi troveranno spazio nel nuovo Cineteatro.